# Jeffrey Bruma
Jeffrey Bruma, teljes nevén Jeffrey van Homoet Bruma (Rotterdam, 1991. november 13.) holland labdarúgó, jelenleg a német Bundesliga-ban szereplő VfL Wolfsburg csapatában játszik. Az eredeti posztja középhátvéd, de jobb oldali védőként is megállja a helyét. Testvére, Marciano szintén labdarúgó.

## Pályafutása
Bruma 15 évesen 100 000 fontért igazolt a Chelsea-hez a Feyenoord csapatától, 16 évesen már a Chelsea tartalékcsapatában is lehetőséget kapott. A 2007/08-as szezonban az ifik FA-kupa menetelésében szerzett elévülhetetlen szerepet középhátvédként, minden meccsen pályára lépett, ezzel ő lett a legtöbbet pályára lépett játékos az U18-as ligában. 2009 szeptemberében Carlo Ancelotti nevezte a Bajnokok Ligája keretbe, és a Porto elleni mérkőzésen már leülhetett a kispadra. 2009. október 13-án a védő bemutatkozhatott a holland U21-es csapatnál is az U21-es Európa-bajnokság selejtezőjén Lengyelország ellen, a meccset Hollandia nyerte. 11 nappal később Bruma hivatalos tétmérkőzésen is bemutatkozhatott a Chelsea színeiben, csereként beállva a Blackburn elleni, 5-0-s győzelemmel végződött meccsen. 2009. december 2-án a holland hátvéd az angol Ligakupa negyeddöntőjében is játszott, Juliano Bellettit váltva. A meccsen a Chelsea 3-3-as eredmény után tizenegyesekkel alulmaradt, az ellenfél ismét a Blackburn volt. 2010. február 10-én a második Premier League-mérkőzését is abszolválta, a sérült Jurij Zsirkov helyére állt be a Wolverhampton ellen, a mérkőzést 2-0-ra megnyerte csapata. 
2010. augusztus 11-én, mindössze 18 évesen debütált a holland nagy válogatottban, kezdőként 84 percet játszott az Ukrajna elleni barátságos meccsen.

## Pályafutása statisztikái
| Teljesítmény klubjában | Teljesítmény klubjában | Teljesítmény klubjában | Bajnokság | Bajnokság | Kupa    | Kupa    | Ligakupa   | Ligakupa   | Nemzetközi | Nemzetközi | Összesen | Összesen |
| Szezon                 | Klub                   | Bajnokság              | Mérk.     | Gól       | Mérk.   | Gól     | Mérk.      | Gól        | Mérk.      | Gól        | Mérk.    | Gól      |
| Anglia                 | Anglia                 | Anglia                 | Bajnokság | Bajnokság | FA-kupa | FA-kupa | League Cup | League Cup | Európa     | Európa     | Összesen | Összesen |
| ---------------------- | ---------------------- | ---------------------- | --------- | --------- | ------- | ------- | ---------- | ---------- | ---------- | ---------- | -------- | -------- |
| 2009–10                | Chelsea                | Premier League         | 2         | 0         | 0       | 0       | 1          | 0          | 0          | 0          | 3        | 0        |
| Karrierje összesen     | Karrierje összesen     | Karrierje összesen     | 2         | 0         | 0       | 0       | 1          | 0          | 0          | 0          | 3        | 0        |